# Ammotrechella pallida
Espèce
Ammotrechella pallida est une espèce de solifuges de la famille des Ammotrechidae.

## Distribution
Cette espèce est endémique de Porto Rico.

## Description
Le mâle holotype mesure 11,0 mm et les femelles de 14,5 à 20,0 mm.

## Publication originale
- Muma & Nezario, 1971 : New solpugids (Arachnida: Solpugida) from Puerto Rico. Journal of Agriculture of the University of Puerto Rico, vol. 55, no 4, p. 506–512 (texte intégral).